# 恭平
恭平（きょうへい、1987年7月16日 - ）は、日本の俳優である、血液型はA型。
東京都出身。元シーアンドティー（オフィス高木）所属。かつては大山 恭平（おおやま きょうへい）という名義で活動していた。

## 略歴
「大山恭平」名義で芸能活動を始め、1999年にNHK教育テレビで放送された『ドラマ愛の詩「ズッコケ三人組2」』に出演した。また、2001年から放送された『3年B組金八先生』第6シリーズでは、中学時代の教師に殺害される友田勉役を演じた。2004年頃から現在の「恭平」名義に改め、TBSドラマ『花より男子』に出演するなどの活動をしている。

## 出演

### テレビドラマ
- ズッコケ三人組2（1999年、NHK教育テレビ） - ズッコケ三人組のクラスメート・磯村 役
- 3年B組金八先生 第6シリーズ（2001年 - 2002年、TBS） - 高校生・友田勉 役
- ウルトラマンコスモス 第57話（2002年、MBS） - 暁 役
- FIRE BOYS 〜め組の大吾〜 第1・2話（2003年、フジテレビ） - 後輩 役
- ホームドラマ! 第4・5話（2004年、TBS）
- 火災調査官・紅蓮次郎4（2004年、テレビ朝日） - 柚木竜一 役
- あの日にかえりたい〜東京キャンティ物語（2004年、日本テレビ）
- 月曜ミステリー劇場 真相（2005年、TBS） - 勇太 役
- NHK連続テレビ小説 ファイト 第3週（2005年、NHK）
- 水曜ミステリー9 四人の目撃者（2005年、テレビ東京） - 吉川 役
- 花より男子（2005年、TBS） - 小俣優介 役
- 金曜エンタテイメント 無医村に花は微笑む（2006年、フジテレビ）
- 花より男子2（2007年、TBS） - 小俣優介 役
- ここはグリーン・ウッド（2008年、東京MX・tvk他） - 戸丸良武 役

### 映画
- ひまわり（2000年）
- 花より男子F（2008年） - 小俣優介役

### CM
- 三ツ矢サイダー（2004年）